# 봄바디어 CRJ200
봄바디어 CRJ100과 CRJ200은 봄바디어가 제조한 지역 여객기 계열의 항공기이다. 봄바디어 챌린저 600 비즈니스 제트에 기반하여 만들어졌다.